# Mocsári szarvas
A mocsári szarvas (Rucervus duvaucelii, korábban Cervus duvaucelii) az emlősök (Mammalia) osztályának párosujjú patások (Artiodactyla) rendjébe, ezen belül a szarvasfélék (Cervidae) családjába és a szarvasformák (Cervinae) alcsaládjába tartozó faj.

## Rendszertani besorolása és neve
Korábban ezt a szarvasfajt a Cervus nembe helyezték, a Rucervus alnem tagjaként, de manapság az alnemet nemi rangra emelték.
A tudományos nevét Alfred Duvaucel francia természettudós tiszteletére kapta.

## Előfordulása
A mocsári szarvas mai előfordulásai területe India északi és középső részeire, valamint Délnyugat-Nepálra korlátozódik. Egykoron előfordult Banglades és Pakisztán területén is, azonban eme országokból kihalt. Jelenlétét Bhutánban hivatalosan nem dokumentálták.

## Alfajai
Manapság 3 alfaját ismerik el:
- Rucervus duvaucelii branderi (Pocock, 1943) - kemény patájú szarvas, mely a szilárd talajon való járáshoz alkalmazkodott. A szálafa (Shorea robusta) erdők lakója, ahol aljnövényzetet alkotó füvekkel táplálkozik.[7] Manapság már csak a Kanha Nemzeti Parkban fordul elő. 1988-ban 500 főre becsülték az állományt, a századfordulón ez a szám 300-350 egyedre csökkent;[4] 2016-ban azonban 750 R. d. branderi létezett.[8]
- Rucervus duvaucelii duvauceli (G. Cuvier, 1823) - a patái szétterülők, hogy könnyebben járhasson az Indo-Gangeszi-síkság mocsaraiban.[7] A magas füvekben való éléshez alkalmazkodott. A kora 1990-es években, Indiában 1500-2000 egyedét tartották számon; a nepáli Shuklaphanta Nemzeti Parkban 1500-1900 példánya élt.[4] 2013-ban 2170 főre nőtt az állomány; ebből 385 borjú volt.[9]
- Rucervus duvaucelii ranjitsinhi (Groves, 1982) - csak Asszámban található meg, ahol 1978-ban körülbelül 700 példánya élt. A századfordulón, a Kaziranga Nemzeti Parkban 400-500 egyede létezett.[4] A 2016-os számlálás 1148 főre becsülte az állományt.[10]

## Megjelenése
A mocsári szarvas marmagassága elérheti a 110-120 centimétert, hossza a 180 centimétert és testtömege nemtől függően a 130–280 kilogrammot. Bundája nyárára rozsdás színűvé válik, télen sárgásbarna; a hasi rész mindig világosabb a hátinál. A tükre és farkának alulsó fele fehér. A nyak sörényes. A tehén világosabb a bikánál. A bika agancsának az átlagos hossza elérheti a 76 centimétert és a 13 centiméteres körvonalat az agancsközépnél. A rekordot 104,1 centiméteres agancs tartja. A kifejlett bika agancsának 10-14, vagy akár 20 elágazása is lehet.

## Életmódja
A szavannák, erdők és mocsarak lakója. 8-20 vagy akár 60 állatból álló csordákban él. Virágokkal, levelekkel és lágy szárú vízinövényekkel táplálkozik. Természetes ellenségei a tigris és a leopárd. A vadonban 20 évig él, fogságban 23 évig is élhet.

## Szaporodása
A szaporodási időszak szeptembertől áprilisig tart, akkor a bikák összetűzésbe kerülnek egymással a párzás jogáért. A körülbelül 240–250 napig tartó vemhesség végén a tehén 1 borjúnak ad életet. Az elválasztásra 6-8 hónaposan kerül sor. 2-3 éves korukban válnak ivaréretté.

## Veszélyeztetettsége
Az IUCN a sebezhető fajok közé sorolja, mivel az élőhelye szűkül és vadásznak rá.
Állatkertekben ritka: Európában 21 helyen látható. Magyarországon nem látható ez a faj, régebben sem tartották magyar állatkertben.

## Képek

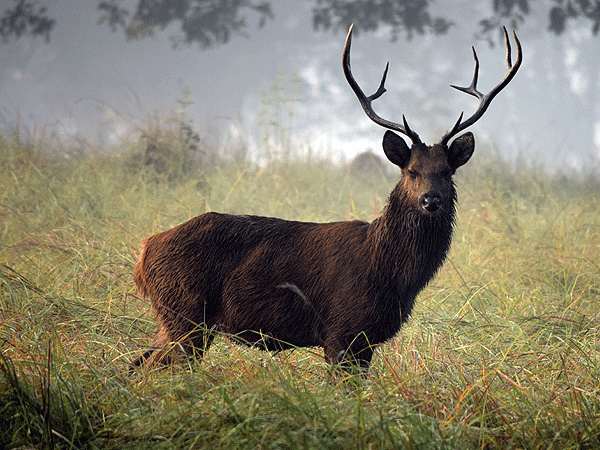
Bikák
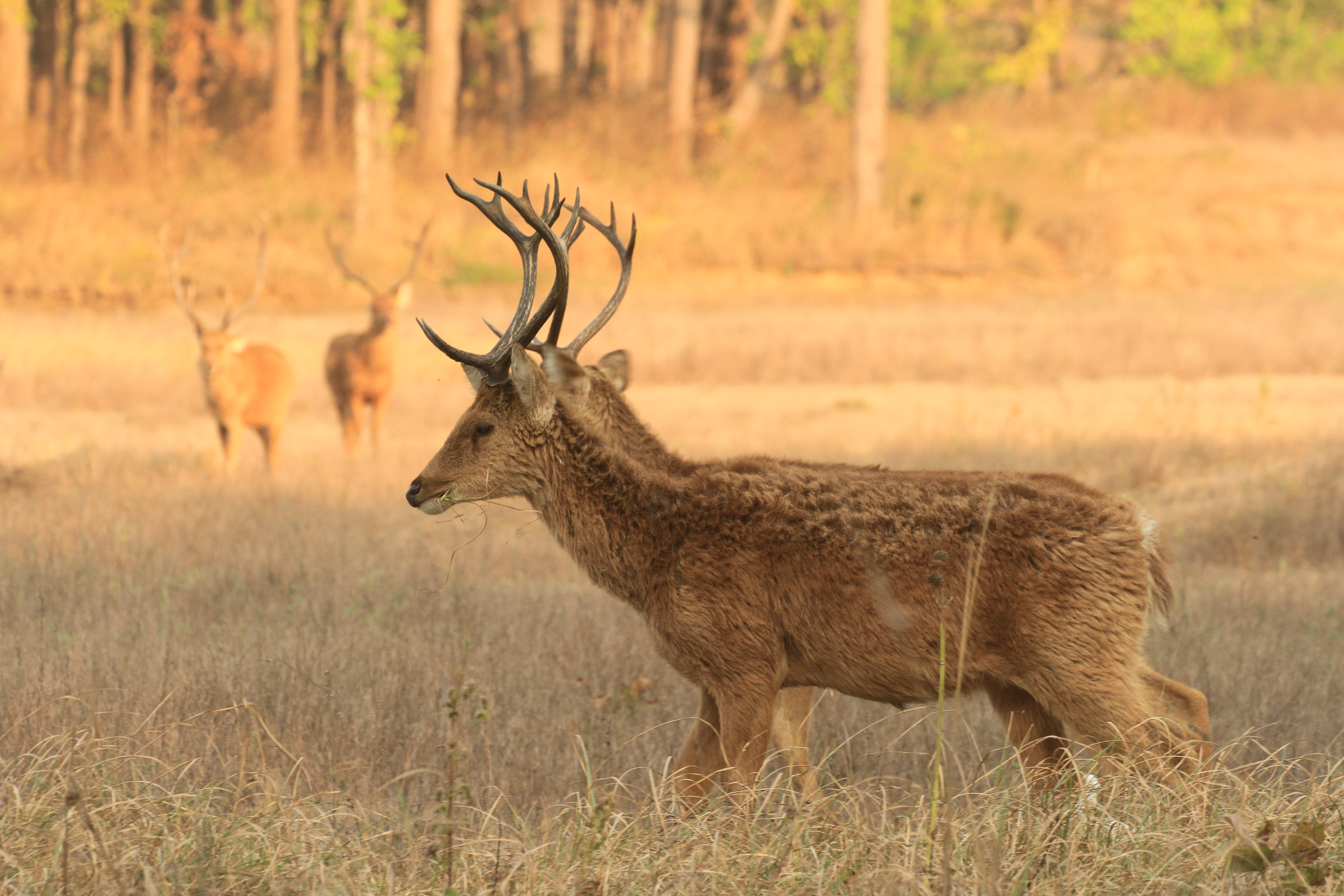
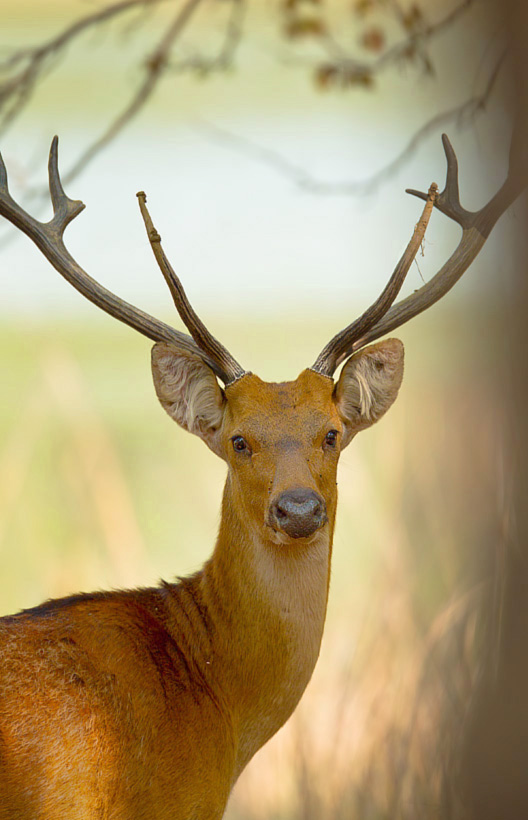
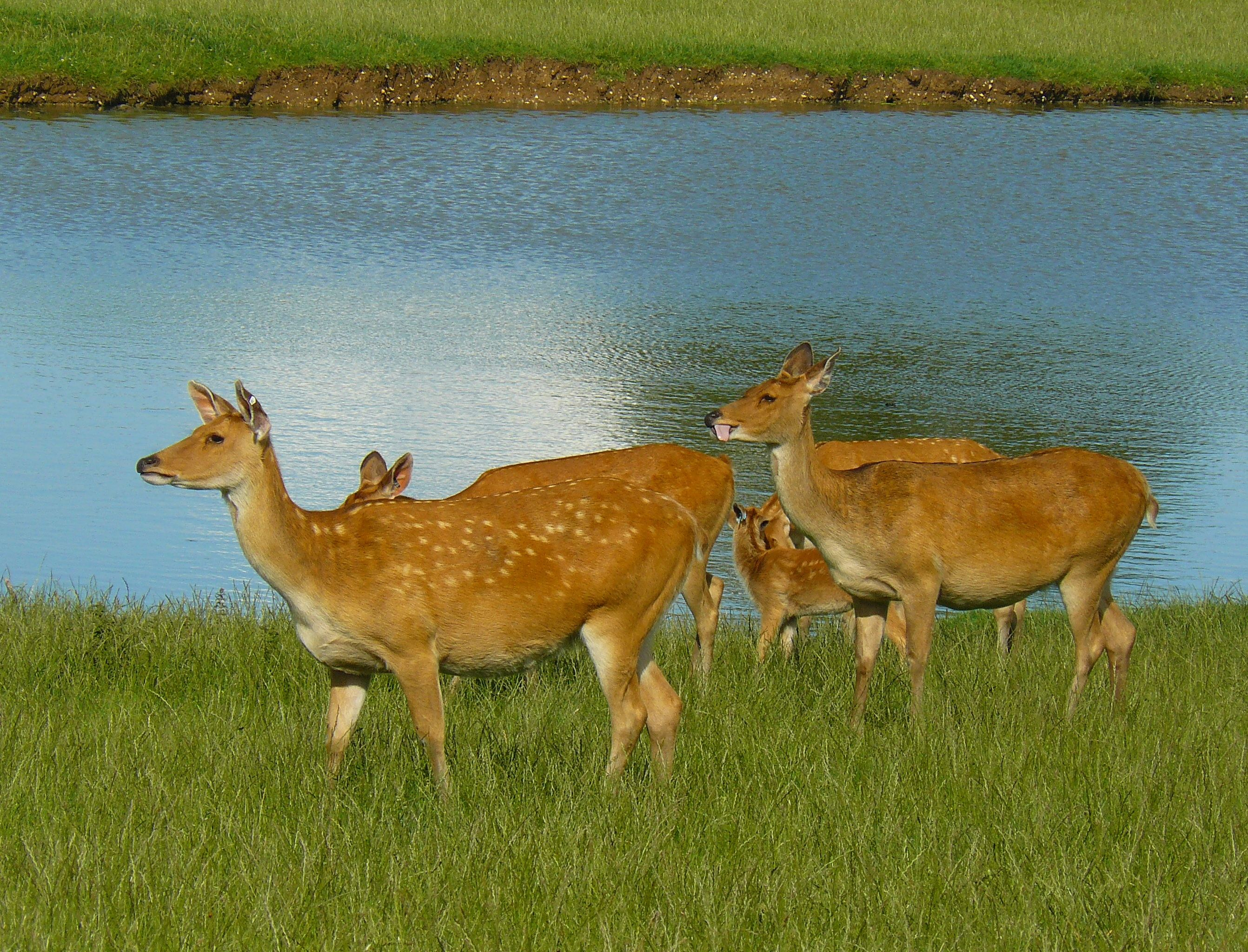
Tehenek
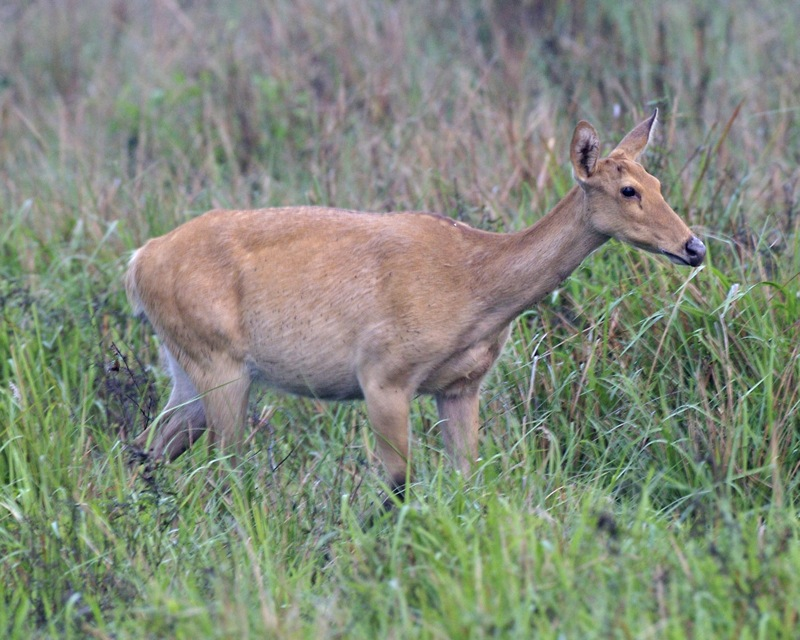

### Fordítás
- Ez a szócikk részben vagy egészben  a   Barasingha című angol Wikipédia-szócikk ezen változatának fordításán alapul.  Az eredeti cikk szerkesztőit annak laptörténete sorolja fel. Ez a jelzés csupán a megfogalmazás eredetét és a szerzői jogokat jelzi, nem szolgál a cikkben szereplő információk forrásmegjelöléseként.